# Otto Fritz Meyerhof
Otto Fritz Meyerhof ForMemRS (12. april 1884 – 6. oktober 1951) var en tysk læge og biokemiker , der vandt Nobelprisen i Fysiologi og Medicin i 1922.

## Biografi
Otto Fritz Meyerhof blev født i Hannover, på Theaterplatz 16A (nu:Rathenaustrasse 16A), , søn af velhavende jødiske forældre. I 1888 flyttede hans familie til Berlin, hvor Otto tilbragte det meste af sin barndom, og hvor han begyndte sine studier af medicin. Han fortsatte disse studier i Strasbourg og Heidelberg, hvor han dimitterede i 1909, med et værk med titlen "Bidrag til den Psykologiske Teori om Psykisk Sygdom". I Heidelberg, hvor mødte han Hedwig Schallenberg. De giftede sig i 1914
og blev forældre til en datter, Bettina, og to sønner, Gottfried (der efter udvandring, henviste til sig selv som Geoffrey) samt Walter.
I 1912 flyttede Otto Meyerhof til Universitetet i Kiel, hvor han fik et professorat i 1918. I 1922 blev han tildelt Nobelprisen i Medicin, med Archibald Vivian Bakke, for hans arbejde vedrørende muskelmetabolisme, herunder glycolyse. I 1929 blev han en af direktørerne for Kaiser Wilhelm Institut for Medicinsk Forskning, en stilling han beklædte indtil 1938. Han undslap det nazistiske regime, da han emigrerede han til Paris i 1938. Han flyttede videre til USA i 1940, hvor han blev fik et gæsteprofessorat ved University of Pennsylvania i Philadelphia. I anerkendelse af hans bidrag til studiet af glycolyse, den fælles serie af reaktioner for vejen i Eukaryoter er kendt som Embden–Meyerhof–Parnas-vejen.
Meyerhof døde i Philadelphia i en alder af 67.